# Brøndbyøster Kirke
Brøndbyøster Kirke er beliggende i den sydlige del af Brøndbyøster landsby på en lille høj. Den er bygget af kampesten og kalk omkring år 1150 og er derfor blandt Danmarks ældste stadigt eksisterende kirker. Kirken har 85 siddepladser.
Kirken blev svært beskadiget under svenskekrigene og var ved at blive revet ned, men blev genrejst af de lokale bønder og var klar til brug i 1667.